# KGeography
KGeography — образовательное программное обеспечение, входящее в пакет образовательных программ KDE Education Project. Распространяется на условиях GNU General Public License.
KGeography проверяет географические знания.